# Matt Stone
Pour les articles homonymes, voir Stone.
Matthew Richard Stone (né le 26 mai 1971 à Houston, Texas) est un scénariste, animateur, directeur de film et acteur américain. Il a remporté un Emmy Award dans toutes ces catégories. Il est surtout le cocréateur de la célèbre série animée South Park avec son ami Trey Parker. Il a inspiré le personnage de Kyle Broflovski. Il est marié à Angela Howard.

## Avant la renommée

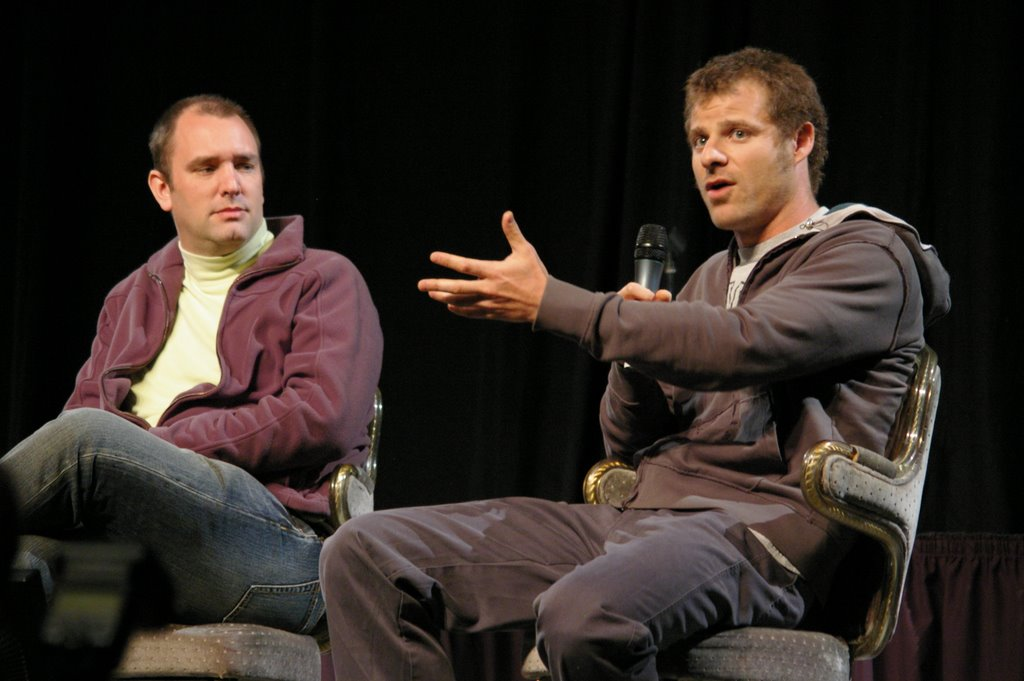
Matt Stone et Trey Parker en 2007

Stone est né à Houston,Texas, de Gerald Whitney Stone, Jr. (1941-2010), professeur d'économie et auteur de manuels, et de Sheila Lois Belasco (qui sont les prénoms des parents du personnage Kyle Broflovski dans South Park).
La mère de Stone est juive et son père était irlandais. Matt et sa sœur cadette, Rachel, ont été élevés à Littleton, au Colorado, une banlieue de Denver, où ils ont fait leurs études à l’Heritage High School. Matt est diplômé de l'université du Colorado à Boulder, et a été le premier étudiant de l’établissement à être à la fois diplômé en cinéma et en mathématiques.
En 1997, la chaîne de télévision Comedy Central diffuse South Park, qu'il crée avec Trey Parker.

## Bowling For Columbineet l'inimitié envers Moore
En 2003, Stone est interviewé par Michael Moore, le réalisateur du documentaire Bowling for Columbine, où il parle notamment de son enfance à Littleton, et de l'aliénation sociale qui a pu conduire à des situations telles que la fusillade de Columbine.
Dans le film se trouve un court-métrage animé à propos de l'histoire des armes, présenté sur le modèle esthétique et idéologique de South Park. Stone se met en colère quand il y voit comme une tentative fallacieuse de Moore d'insinuer que lui et Trey Parker ont créé l'animation, alors qu'en fait ils avaient refusé sa requête de contribuer à un court-métrage animé similaire. Plus tard, Stone et Parker dépeignent Moore, dans leur film Team America, police du monde, comme un kamikaze commettant un attentat-suicide, et où il est révélé qu'il est constitué de jambon.
Par la suite, Stone déclare : « Je n’ai pas vraiment la haine envers ce gars », et juge qu'ils ont à présent chacun mis un point à l'autre.
Moore fait également une brève apparition dans l'épisode de South Park intitulé « 1% ». Il est caricaturé comme un obèse criant dans un haut-parleur lors d'une manifestation.

## Jeu vidéo
Matt Stone et Trey Parker sont les scénaristes du premier RPG basé sur la série : South Park : Le Bâton de la Vérité, sorti le 4 mars 2014. Il est conçu par Obsidian Entertainment et THQ (projet racheté par Ubisoft à la suite de la faillite en décembre 2012 de THQ). Ils sont également scénaristes de sa suite South Park : L'Annale du destin sorti en 2017.

## Carrière musicale
Stone est avec Trey Parker, membre du groupe DVDA, les initiales d'une pratique sexuelle imaginaire dans lequel il joue de la batterie et de la basse. Il a également joué de la batterie sur la bande son de leurs deux films Team America et South Park, le film, et également de la basse sur la chanson What Would Brian Boitano Do? de ce dernier film.

## Filmographie
| Année | Production                           | Rôle                                                           | Notes          |
| ----- | ------------------------------------ | -------------------------------------------------------------- | -------------- |
| 1992  | L'Esprit de Noël                     | Réalisateur, Acteur, Producteur, Scénariste                    |                |
| 1994  | Cannibal! The Musical                | Acteur, Producteur                                             |                |
| 1995  | Jesus vs. Santa                      | Réalisateur, Acteur, Producteur, Scénariste                    |                |
| 1995  | Your Studio and You                  | Acteur, Scénariste                                             | Caméo          |
| 1997  | South Park                           | Cocréateur, Voix, Scénariste, Réalisateur, Producteur exécutif |                |
| 1997  | Capitaine Orgazmo                    | Acteur, Scénariste, Producteur                                 | Caméo          |
| 1998  | BASEketball                          | Acteur                                                         |                |
| 1999  | South Park, le film                  | Voix, Scénariste, Producteur                                   |                |
| 1999  | Terror Firmer                        | Acteur                                                         |                |
| 2000  | Even If You Don't                    | Réalisateur                                                    | Vidéo musicale |
| 2001  | Princess (en)                        | Réalisateur, Scénariste, Voix, Producteur                      | Pilotes        |
| 2001  | Bush Président                       | Cocréateur, Scénariste, Producteur exécutif                    | Caméo          |
| 2003  | Bowling for Columbine                | Interviewé                                                     |                |
| 2004  | Team America, police du monde        | Scénariste, Voix, Producteur                                   |                |
| 2006  | This Film Is Not Yet Rated           | Interviewé                                                     |                |
| 2007  | Electric Apricot: Quest for Festeroo | Acteur                                                         |                |
| 2007  | Kenny vs. Spenny                     | Producteur exécutif                                            |                |
| 2010  | Rush: Beyond the Lighted Stage       | Lui-même                                                       |                |

### Voix dansSouth Park
- Kyle et son père Gerald Broflovski
- Kenny et son père Stuart McCormick
- Jimbo Kern
- Jésus
- Butters Stotch
- Saddam Hussein
- Pip
- Terrance
- Tweek
- Le père de Jimmy
- Père Maxi

## Récompenses
Il a remporté plusieurs Tony Award avec Trey Parker.